# 诺里什反应
Norrish反应（Norrish reaction），又称罗氏反应、Norrish光化学反应、Norrish裂解反应，以化学家 Ronald George Wreyford Norrish 的名字命名。
醛、酮发生的一类光化学反应。分为 Norrish Ⅰ型裂解与 Norrish Ⅱ型裂解两种类型。

## Ⅰ型裂解
羰基化合物光解，进行α-裂解，形成酰基自由基和烃基自由基（图1）。此后可有多种路线进行反应（图2）。
- 两个自由基重新结合为原料分子（1）。
- 酰基自由基放出一氧化碳，生成的自由基再与烃基自由基结合。其实质是脱羰反应。
- 酰基自由基的α-氢（如果有）为烃基自由基所夺取，生成一分子烯酮和一分子饱和烃（2）。
- 烃基自由基的α-氢（如果有）为酰基自由基所夺取，生成一分子醛和一分子烯（3）。

Ⅰ型裂解既出现于单重激发态，也出现于三重激发态。其通常在高温下蒸气态的脂肪族酮中可以观察到。一般来说，Ⅰ型裂解在惰性溶剂中进行时产率要比在蒸气相中低，这是因为溶剂笼效应而产生了自由基的复合。
不对称酮有两种裂解方式，一般是采取生成两个比较稳定自由基的裂解方式。
此类型反应在合成上用途不很广泛。一个例子是双亚环己基的合成。
此反应常为 Paterno-Büchi 反应的副反应。

## Ⅱ型裂解
有γ-氢的羰基化合物光解，γ-氢分子内转移到氧上形成1,4-双自由基，并接着裂解为链烯和链醇（1）或者环闭合生成环丁醇（2）。此反应可产生于激发单重态和三重态。

## 拓展
1、大气中的庚醛经过Ⅰ型裂解，产生的己基自由基再与氧气作用，得到己醛（10％）。经过Ⅱ型裂解，得到1-戊烯和乙醛（62％）、环丁醇和环戊醇类。
2、反应中的酮自由基还原氯金酸，用以制备直径为10nm的纳米金粒子
3、正十二面体烷的合成